# غريتشين هو
غريتشين هو (19 أبريل 1990 في الفلبين - ) هي لاعبة كرة سلة ولاعبة كرة طائرة الفلبين.